# Немчиков, Владимир Иванович
Владимир Иванович Немчиков (24 мая 1925, Ленинград — 25 апреля 1997) — командир отделения 300-го гвардейского стрелкового полка (99-я гвардейская стрелковая дивизия, 37-й гвардейский стрелковый корпус, 7-я армия, Карельский фронт) , гвардии старший сержант. Герой Советского Союза.

## Биография
Родился 24 мая 1925 года в Ленинграде в семье служащего. Русский. Член ВКП(б)/КПСС с 1946 года. Окончил среднюю школу, с началом войны работал монтёром в трамвайно-троллейбусном управлении. Участник обороны Ленинграда: вначале — боец отряда МПВО, с конца 1941 года — воин Ленинградского народного ополчения. После тяжёлой контузии в мае 1942 года был госпитализирован.
В 1943—44 годах проходил обучение в воздушно-десантных частях, а в июне 1944 года комсомолец Владимир Немчиков в звании гвардии старшего сержанта прибыл на Карельский фронт. В это время он служил командиром отделения гвардейского стрелкового полка 99-й гвардейской стрелковой дивизии, был избран членом бюро ВЛКСМ батальона.
Когда командованием была отобрана группа воинов для участия в демонстрации ложной переправы через реку Свирь, комсомольский вожак Владимир Немчиков назначается старшим этой группы добровольцев. По его инициативе было принято обращение к воинам 37-го гвардейского стрелкового корпуса, где сказано: «Нам доверена почётная задача первыми форсировать реку. Мы клянемся, что поставленную задачу выполним с честью, хотя бы нам пришлось для этого пожертвовать своей жизнью. Мы призываем всех воинов, всех комсомольцев быть смелыми в бою, отдать все силы, а если потребуется, и жизнь для победы. Смерть фашистским убийцам!».
По сигналу командира В. Немчиков в паре с сержантом Малышевым В. А. быстро столкнули лодку в воду и взялись за весла. Противник открыл сильный огонь по плотам и лодкам, приняв «тряпичную флотилию», как шутя её прозвали гвардейцы, за действительный боевой десант. Осколками мин и снарядов лодка была пробита в нескольких местах. Вскоре она стала тонуть. Примерно в ста метрах от берега гвардейцы оставили лодку и, добравшись до берега, немедленно стали окапываться. Когда все сосредоточились на берегу, после короткой разведки группа стремительно ворвалась в прибрежную траншею, огнём автоматов и гранатами очищая её от врага. Так на занятой полоске земли был создан первый плацдарм. Следом за гвардейцами началась переправа десятков и сотен штурмовых групп.
Указом Президиума Верховного Совета СССР от 21 июля 1944 года за образцовое выполнение боевых заданий командования и проявленные при этом геройство и мужество гвардии старшему сержанту Немчикову Владимиру Ивановичу присвоено звание Героя Советского Союза с вручением ордена Ленина и медали «Золотая Звезда».
Вскоре отважный воин был ранен в бою под станцией Лоймола и отправлен в тыловой госпиталь.
После войны В. И. Немчиков демобилизован. В 1950 году окончил Ленинградское высшее инженерно-морское училище имени адмирала С. О. Макарова. После окончания училища работал старшим редактором и начальником Ленинградского отделения издательства «Морской транспорт». С 1953 года — заведующий лабораторией в Академии морского и речного флота, с 1956 года — младший научный сотрудник, начальник отделения ЦНИИ морского флота, с 1962 года — заместитель директора проектного института «ЛенморНИИпроект», с 1963 года — на преподавательской работе в Ленинградском высшем инженерно-морском училище имени С. О. Макарова, заведующий кафедрой. В 1972 году жил в городе Зеленогорске Сестрорецкого района Ленинграда. Профессор, доктор технических наук. Скончался 25 апреля 1997 года. Похоронен в Санкт-Петербурге на Смоленском кладбище.
Награждён орденами Ленина, Отечественной войны 1-й степени, медалями.
Почётный гражданин города Лодейное Поле Ленинградской области.